# HD 125612 b
HD 125612 b ist ein Exoplanet, der den gelben Zwerg HD 125612 alle 502 Tage umkreist. Auf Grund seiner hohen Masse wird angenommen, dass es sich um einen Gasplaneten handelt.

## Entdeckung
Der Planet wurde mit Hilfe der Radialgeschwindigkeitsmethode von Debra Fischer et al. im Jahr 2007 entdeckt.

## Umlauf und Masse
Der Planet umkreist seinen Stern in einer Entfernung von ca. 1,2 Astronomischen Einheiten und hat eine Masse von ca. 1017 Erdmassen bzw. 3,2 Jupitermassen.